# Amanita abrupta
Amanita abrupta (лат.) (рус. мухомор резкий) — смертельно ядовитый гриб из рода мухомор семейства Amanitaceae. Произрастает на востоке Северной Америки, в Корее и Японии.

## Таксономия
Впервые описан в 1897 году американским микологом Чарльзом Пеком на основании образца, найденного в Оберне (Алабама).
Типовой вид секции Lepidella подрода Lepidella рода Amanita, имеющей характерным признаком амилоидные споры.
Видовой эпитет abrupta (от лат. abruptus, «резкий», «внезапный») связан с резким утолщением низа ножки гриба.

## Описание[2][3]

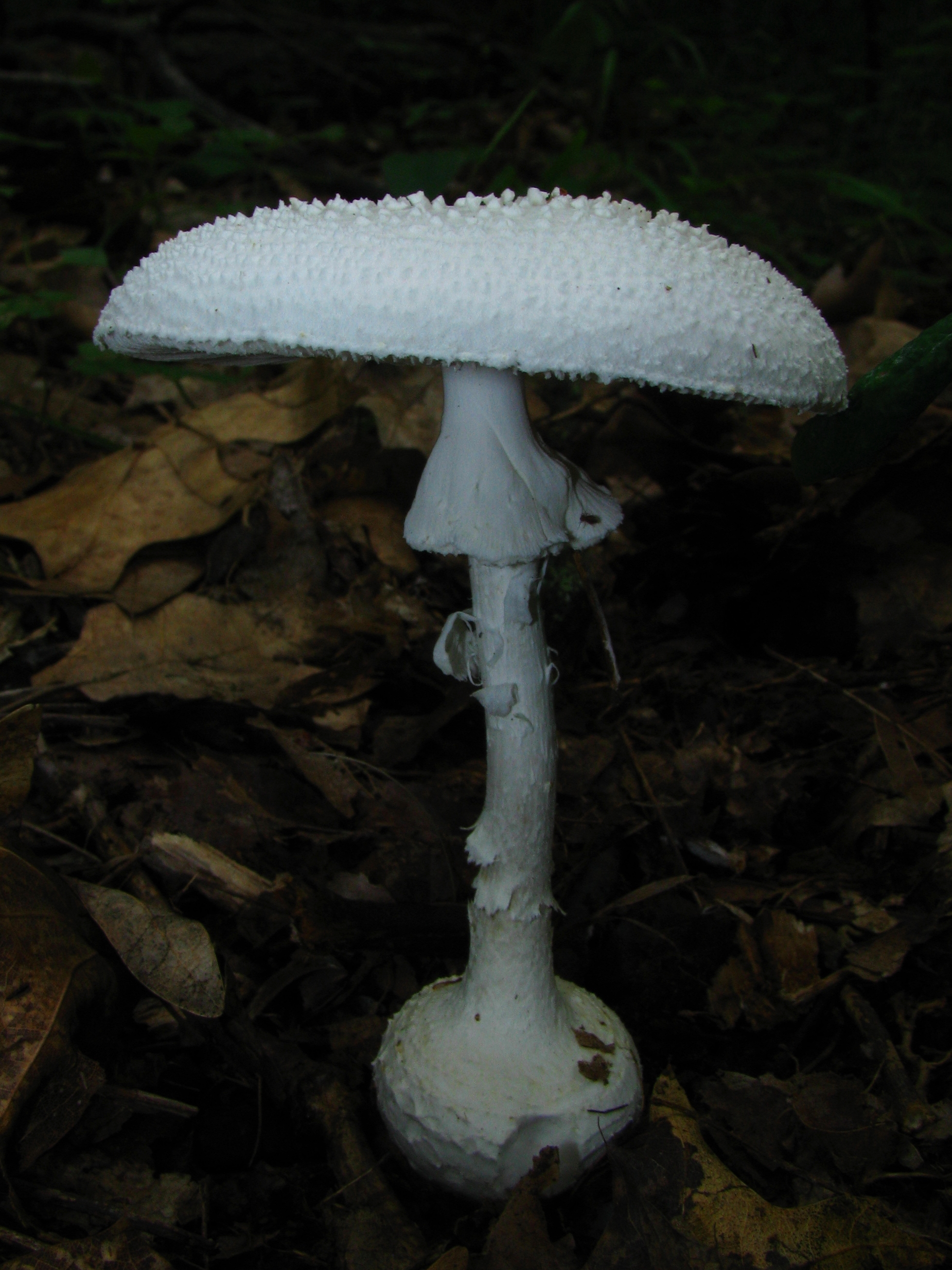
Зрелый Amanita abrupta

Шляпка 4—10 см шириной, белая, иногда с коричневатыми пятнами, сухая, со свисающими остатками покрывала. У молодых грибов шляпка полушаровидная, с подвёрнутым краем; позже становится от широко-колокольчатой до выпуклой; у старых грибов — плоско-выпуклая или плоская, иногда — с вдавленным диском. Край шляпки у молодых грибов не рубчатый.
Остатки покрывала на шляпке в виде белых или коричневатых конических или пирамидальных «бородавок» 1—2 мм высотой и 1—2 мм шириной в основании, легко отделяющихся; у края шляпки бородавки переходят в более мелкие хлопья и чешуйки.
Пластинки 5—8,5 мм шириной, частые, неравные, расширяющиеся к краю шляпки, узко приросшие; белые, с возрастом — кремовые, желтоватые или бледно-охристые.
Ножка 6—12 × 0,5—1,5 см, белая, плотная, слегка суженная кверху, внизу — с выраженным бульбовидным утолщением. Поверхность ножки слегка ворсистая. Утолщение на ножке 14—30 × 14—33 мм размером, округлое, покрытое низкими концентрическими гребнями; с заметными белыми мицелиальными тяжами. Кольцо субапикальное, белое, иногда с желтоватыми пятнами, плотное, утолщённое к краю, слегка штриховатое, висячее, часто соединённое с ножкой белыми волоконцами.
Мякоть белая, при надрезании не меняет цвет. Запах слабый, неприятный, вкус не выраженный.
Споровый порошок белый.

### Микроморфология
Споры 6,5—9,5 × 5,5—8,5 мкм, округлые, почти сферические или широкоэллиптические, гладкие, тонкостенные, амилоидные, с пряжками в основании базидии.
Цветовые химические реакции: В KOH поверхность шляпки слегка розоватая.

## Экология и распространение
Произрастает одиночно в лиственных, хвойных и смешанных лесах, образуя ассоциацию с берёзой, буком, дубом, пихтой, сосной, тополем и тсугой.
Встречается с сентября по декабрь в восточной части Северной Америки от Квебека до штатов Джорджия и Техас и Мексики, на западе распространяясь до границы лесной зоны. Встречается также в Корее и Японии.

## Токсичность
Оказывает гепатотоксическое воздействие, сходное с действием бледной поганки, но более слабое. Отравление развивается через 10—20 часов, сопровождаясь сильной рвотой, диареей и обезвоживанием.

## Сходные виды
Отличается от других бледно-окрашенных видов рода мухомор наличием резко выраженного утолщения на ножке, плотным кольцом и морфологией спор.
Наиболее близок к Amanita abrupta эндемичный японский вид Amanita sphaerobulbosa Hongo, отличающийся от первого формой спор и микроструктурой остатков вольвы.